# 合格境内机构投资者
合格境内机构投资者，即QDII，是「Qualified Domestic Institutional Investor」的首字缩写。它是在一国境内设立，经该国有关部门批准从事境外证券市场的股票、债券等有价证券业务的证券投资基金。和QFII一样，它也是在货币没有实现完全可自由兑换、资本项目尚未开放的情况下，有限度地允许境内投资者投资境外证券市场的一项过渡性的制度安排。

## 中國的QDII
QDII在中国大陆的发展可在一定程度上缓解人民币升值压力，对境内市场资金面的影响是有限而且渐进的，而对于投资理念和证券经营机构的国际化影响则是深远的。另外，银行也在原有代客境外理财的基础上发展出了银行系QDII，但相比券商和基金QDII，仍保留了较多传统银行代客境外理财业务的影子。
由於中國大陸對香港開放QDII的額度，加上预期「港股直通車」可於2007年10月提供服務，一度促使香港股市創下歷史上的最高點30025點以及最高收市紀錄。
于2007年11月，中国总理温家宝指出「港股直通车」仍需研究。香港股市继而回落。